# Камень Матвеева
Ка́мень Матве́ева — крохотный островок в Амурском заливе Японского моря, в 540 м к западу от острова Русский и в 15 км к юго-западу от центра Владивостока. Представляет собой скалу с причленённой галечниковой косой, наиболее широкой в основании и сужающейся к окончанию. Особенностью острова является направление косы на юг. Это объясняется тем, что с юга, со стороны открытого моря, островок прикрыт большим островом Русский. На север от камня Матвеева Амурский залив имеет уже достаточную протяжённость для образования значительных волн, разрушающих северный берег и формирующих каменистую косу к югу.

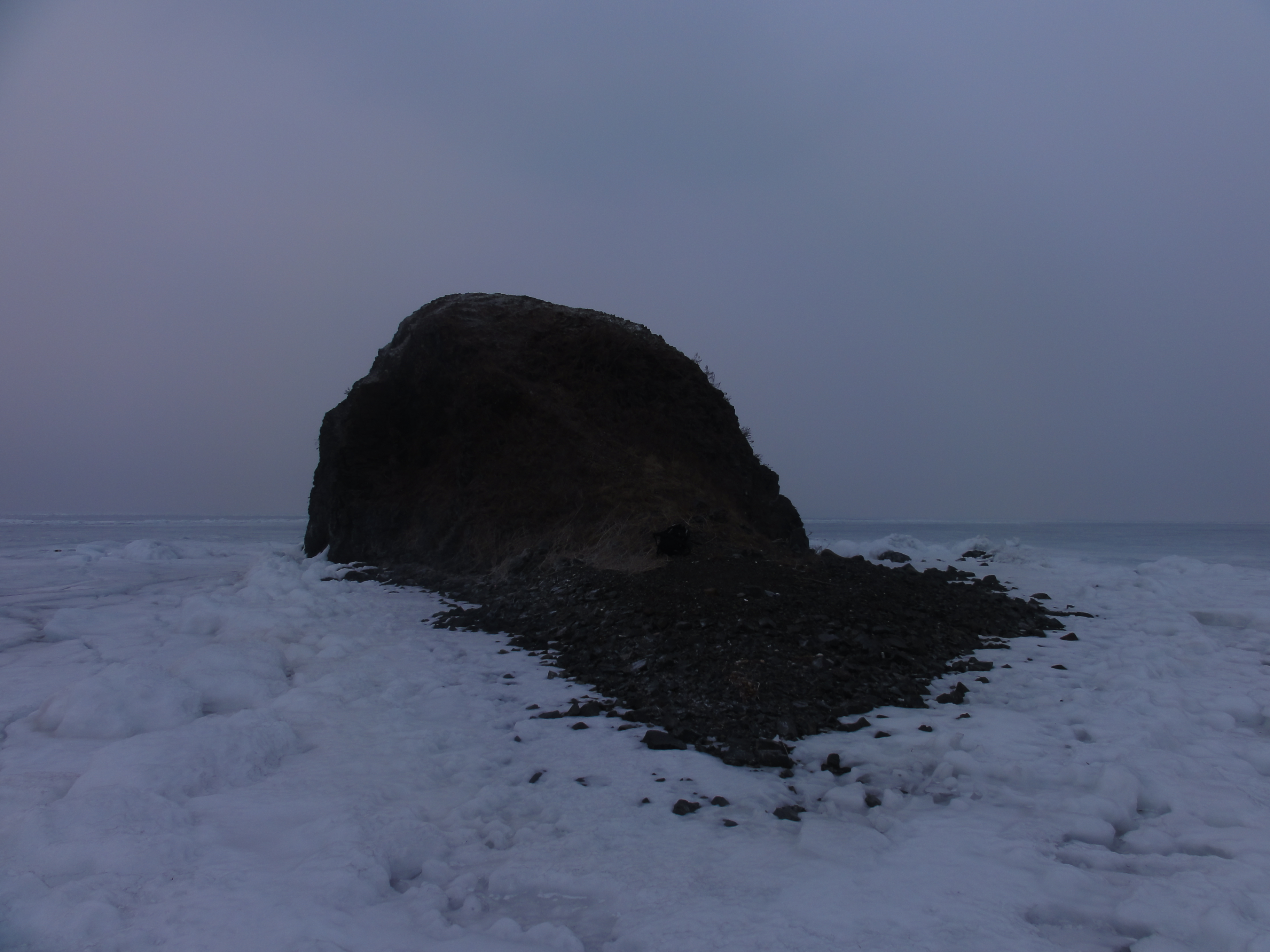
Камень Матвеева, зимний вечер. Вид с юга

Размеры острова около 36 м в длину и 12 м в ширину. Площадь 0,034 гектара. Длина острова может варьировать в пределах 5 м в зависимости от приливов-отливов. Максимальная высота над уровнем моря около 9 метров. Протяжённость береговой линии почти 90 м. Остров почти полностью лишён растительности, имеется лишь скудная трава в основании косы. На плоскую вершину острова протоптана тропа. Скала покрыта птичьим помётом. В самой высокой части видны остатки забетонированного основания под светящийся знак. На юг от острова на 270 м тянется подводная каменистая гряда.
В летнее время остров посещается самостоятельными туристами, зимой на остров можно проехать на автомобиле по припаю. Камень Матвеева вмерзает в лёд примерно с середины января по начало марта. Сроки ледостава могут сильно варьироваться от года к году.